# Битва при Ладе (Критська війна)
Битва при Ладе — битва між флотами македонського царя Філіппа V та Родосу, котра сталась під час Критської війни 205—200 рр. до н. е. неподалік острова Ладе.
У 201 р. до н. е. Філіпп V здійснив похід до західного узбережжя Малої Азії, під час якого зазнав важких втрат у морській битві біля острова Хіос із об'єднаним флотом Пергаму та Родоса. Втім, у тому зіткненні йому вдалось захопити флагманський корабель пергамського царя Аттала, котрий ледве зміг врятуватись втечею до іонійського міста Еріфри.
Про наступні події до наших часів дійшла лише уривчаста інформація, оскільки більша частина присвяченої цьому походу книги Полібія була втрачена. Зі збережених уривків зрозуміло лише те, що з якихось причин союзний флот розділився і це надало Філіппу можливість напасти на ескадру родосців. Битва відбулась біля острова Ладе, що неподалік від устя Меандра (наразі через винос останнім осадів цей острів з'єднався з материком). У ній македонцям вдалось захопити два п'ятипалубні судна, інші ж кораблі родосців відступили у відкрите море.
Філіпп провів ніч на колишній якірній стоянці супротивника, тим самим демонструючи, хто залишився переможцем у зіткненні. Розташоване неподалік велике іонійське місто Мілет поспішило вшанувати його золотим вінком. Згодом македонський цар вирушив до Карії, з якої зміг атакувати материкові володіння Родосу.

## Галерея

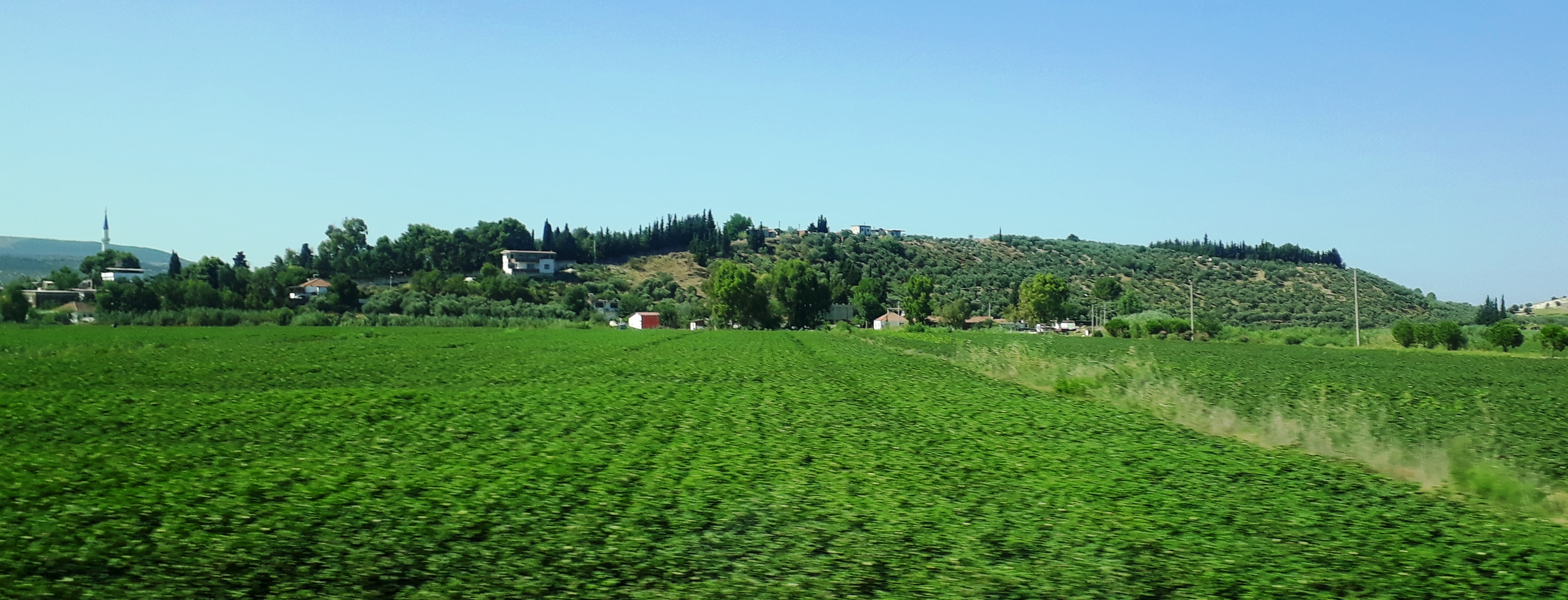
Острів Ладе, що з часом перетворився на пагорб серед Латмійської рівнини